# Mariusz Ziółkowski (archeolog)
Mariusz Szczęsny Ziółkowski (20 października 1953 w Warszawie) – polski archeolog, profesor nauk humanistycznych, profesor Uniwersytetu Warszawskiego, kierownik Ośrodka Badań Prekolumbijskich i profesor nadzwyczajny Uniwersytetu Katolickiego Santa María w Arequipie w Peru.
W latach 1972–1977 studiował archeologię i historię sztuki na Uniwersytecie Warszawskim. W 1974 w uzyskał w Paryżu Diplôme des Hautes Etudes de Langue et Civilisation Françaises, a w 1986 obronił na macierzystej uczelni pracę doktorską pt. Pachap unanchan: el calendario metropolitano del Imperio Inka. W 1997 uzyskał habilitację za pracę Studium La guerra de los wawquis: Los mecanismos y los objetivos de la rivalidad dentro de la élite inca, s. XV – XVI.
Głównym tematem badań Mariusza Ziółkowskiego jest archeoastronomia, archeologia i etnohistoria Inków oraz metodyka i zastosowanie datowania bezwzględnego. Jest autorem lub współautorem 70 prac naukowych.
W 1998 otrzymał peruwiański Order Zasługi za Wybitną Służbę w klasie oficera. W 2023 otrzymał Złoty Medal „Zasłużony dla Nauki Polskiej Sapientia et Veritas”.

## Członek
- Deutsches Archäologisches Institut, Berlin, Niemcy
- Institute of Andean Studies, Berkeley, California. EE. UU.
- Société des Américanistes, Paryż, Francja
- Société Européenne d’ Astronomie dans la Culture (SEAC)
- The Explorers Club, Nowy Jork, USA
- wiceprezes Polskiego Towarzystwa Studiów Latynoamerykanistycznych

## Publikacje

### Książki
- M. Ziółkowski i Robert M. Sadowski (redaktorzy) Time and Astronomy in the Inca Empire, BAR International Series 459, Oxford 1989
- M. Ziółkowski i Robert M. Sadowski La Arqueostaronomia en la investigación de las culturas andinas, Instituto Otavaleño de Antropologia – Banco Central del Ecuador, Quito 1992
- M. Ziółkowski i in. Andes. Radiocarbon Database for Bolivia, Ecuador and Peru, Andean Archaeological Mission – Gliwice Radiocarbon Laboratory, Warszawa-Gliwice 1994
- M. Ziółkowski La guerra de los wawqui. Los mecanismos y los objetivos de la rivalidad dentro de la elite inca, s. XV – XVI., Coleción Abya Yala, vol. 41, Quito 1997

Oriana Wichrowska i Mariusz Ziółkowski: Iconografía de los Keros de la colección del Museum fur Völkerkunde de Berlin, Boletín de la Misión Arqueológica Andina, vol. 4, Varsovia 2000
- Mariusz Ziółkowski i Luis Augusto Belan Franco (redaktozy). El Proyecto Arqueológico Condesuyos. Temporadas 1996-1999, Misión Arqueológica Andina de la Universidad de Varsovia, Varsovia 2000

### Artykuły
- 1979 Acerca de algunas funciones de los keros y de las akillas en el Tawantinsuyu incaico y en el Peru colonial; Estudios Latinoamericanos, Varsovia, t. 5, 1979
- 1981 La función de los planetas en las creencias y los rituales andinos; Sarance, Revista del Instituto Otavaleño de Antropología, nr 9, 1981
- 1983 La piedra del cielo: algunos aspectos de la educación e iniciación religiosa de los principes incas, Ethnologia Polona, vol. 9, 1983: 219-234.
  - reprint w: Anthropologica del Departamento de Ciencias Sociales, Pontificia Universidad Católica del Perú, Año II, nr 2, 1984: 45-65
- 1985 Hanan pachap unanchan: las „señales del cielo” y su papel en la etnohistoria andina; Revista Española de Antropología Americana, vol. XV, 1985: 147-182
- 1987 Las fiestas del calendario metropolitano inca: Primera parte.; Ethnologia Polona, vol.13, 1987: 183-217
- 1988 Las fiestas del calendario metropolitano inca: Segunda parte.; Ethnologia Polona, vol.14, 1988: 221-258
- 1988 Los cometas de Atawallapa: acerca del papel de las profecías en la política del Estado Inka; Anthropologica del DCS PUCP, año VI, nr 6
  - reprint w: Peruanistas contemporaneos II, Wilfredo Kapsoli (ed.), CONCYTEC, Lima 1989
- 1989 El calendario metropolitano inca en: Time and Calendars in the Inca Empire, M.S. Ziolkowski i R.M. Sadowski (ed.), BAR International Series 479, Oxford 1989: 129-166
- 1991 El Sapan Inca y el Sumo Sacerdote en: El culto estatal del Imperio Inca. M.S. Ziółkowski (ed), CESLA UW, Seria Studia i Materiały vol. 2, Warszawa 1991: 59-74
- 1994 Punchao, Wanakawri y la Virgen de la Candelaria o de los dilemas de los Incas de Copacabana en: Time and Astronomy at the Meeting of the Two Worlds (ed. by S. Iwaniszewski et al.), CESLA UW, Seria Estudios y Memorias no 10, Warszawa 1994: 343-357
- 1997 Los juegos y las apuestas o del orígen de la propiedad (privada) en: Rafael Varón Gabai, Javier Flores Espinoza (editores) Arqueologia, Antropologia e Historia en los Andes. Homenaje a María Rostworowski, Instituto de Estudios Peruanos, Banco Central de Reserva del Peru, Lima 1997: 301-319
- 1997 Ataw, o de la suerte del comandante victorioso en: Tawantinsuyu, vol. 2, 1997, Sydney

#### Publikacje wspólnie zArnoldem Lebeufem
- 1991 Archéoastronomie?; Les Nouvelles de l'Archéologie, Paris, nr 44, 1991: 19-22
- 1991 Les Incas, savaient-ils prévoir les éclipses de lune?; Astronomie et Sciences Humaines, Strasbourg, vol. 7: 23-42

#### Publikacje wspólnie zRobertem M. Sadowskim
- 1982 Los problemas de la reconstrucción de los calendarios prehispánicos andinos; Estudios Latinoamericanos, Varsovia, vol. 9, 1982-1984: 45-87
- 1985 Informe de la segunda temporada de investigaciones arqueoastronómicas en Ingapirca (Ecuador); Primer Simposio Europeo sobre Antropologia del Ecuador, Segundo Moreno Y. (ed.), Ediciones Abya-Yala, Quito
- 1989 Investigaciones arqueoastronómicas en el sitio de Ingapirca prov. de Cañar, Ecuador; Colloquio Internazionale Archeologia e Astronomia, Venezia 3-6 Maggio 1989, Rivista di Archeologia, Supplementi 9: 151-169
- 1989 The reconstruction of the metropolitan calendar of the Incas in the period 1500-1572 AD; en: Time and calendars in the Inca Empire, Mariusz S. Ziolkowski and Robert M. Sadowski (ed.), BAR International Series 479, Oxford 1989: 167-196

#### publikacje wspólnie z Robertem M. Sadowskim iKarolem Piaseckim
- Stone rings of Northern Poland; Archaeoastronomy in the Old World, D.C. Heggie (ed.), Cambridge University Press, Cambridge (UK) 1982: 215-224

#### Publikacja wspólna z Janem Szemińskim
- 2006 Mity, Rytuały i polityka Inków, PIW (Seria ceramowska), Warszawa

#### Publikacje wspólnie z Arnoldem Lebeufem i Robertem M. Sadowskim
- 1991 13 Grudnia, czyli rzecz o Słońcu, Skordiowie i Ludwiku Stommie; Etnografia Polska, vol. XXXV z.1: 193-216
- 1993 13 Grudnia albo „Co Autor chciał powiedzieć?” Etnografia Polska, vol. XXXVII z.1